# Viktar Hančarėnka
Viktar Michjlavič Hančarėnka, traslitterato anche Viktor Goncharenko (in bielorusso Віктар Міхайлавіч Ганчарэнка?; Chojniki, 10 giugno 1977), è un allenatore di calcio ed ex calciatore bielorusso, di ruolo difensore, tecnico del Pari Nižnij Novgorod.

## Carriera

### Giocatore
Hančarėnka ha giocato tutta la sua carriera nel BATE di Borisov come difensore, dal 1998 al 2002. Nel 2002, a soli venticinque anni, è costretto al ritiro dall'attività agonistica a causa di un grave infortunio al legamento del ginocchio.

### Allenatore
Prima di diventare Head Coach del BATE, Hančarėnka era vice-allenatore della stessa squadra, sotto la guida di Yuri Puntus e Igor' Kriušenko. Assume la guida tecnica del club il 13 novembre 2007.
Sotto la guida di Hančarėnka il BATE diventa, nel 2008, la prima squadra bielorussa capace di qualificarsi per la fase a gironi della UEFA Champions League, dopo aver sconfitto il Levski Sofia con il risultato complessivo di 2-1. Il 17 settembre 2008, partecipando a Real Madrid-BATE, Hančarėnka diventa, all'età di 31 anni, il più giovane allenatore ad aver guidato una squadra durante la fase finale della UEFA Champions League. Nella stagione 2010-2011 raggiunge con il BATE i sedicesimi di finale di Europa League, dove i bielorussi sono eliminati dal Paris Saint-Germain solo per la regola dei gol fuori casa. Nella stagione 2011-2012 raggiunge con il BATE nuovamente la fase a gironi di Champions League. Lascia il club nel 2013, dopo aver vinto 6 campionati bielorussi, una Coppe di Bielorussia e 3 Supercoppe di Bielorussia.
Il 12 ottobre 2013 diviene il tecnico del Kuban Krasnodar. Si dimette il 13 novembre 2013, rescindendo consensualmente il contratto. Divenuto tecnico dell'Ural il 14 giugno 2015, dopo sole sei panchine si dimette il 25 agosto 2015. Il 6 giugno 2016 è chiamato ad allenare l'Ufa, che lascia il 12 dicembre di comune accordo con la dirigenza della società.
Nominato tecnico del CSKA Mosca, nel dicembre 2016 firma un biennale con il club moscovita. Vince la Supercoppa di Russia nel 2018.

## Statistiche

### Statistiche da allenatore
Statistiche aggiornate al 6 marzo 2019. In grassetto le competizioni vinte.
| Stagione            | Squadra             | Campionato          | Campionato | Campionato | Campionato | Campionato | Coppe nazionali | Coppe nazionali | Coppe nazionali | Coppe nazionali | Coppe nazionali | Coppe continentali | Coppe continentali | Coppe continentali | Coppe continentali | Coppe continentali | Altre coppe | Altre coppe | Altre coppe | Altre coppe | Altre coppe | Totale | Totale | Totale | Totale | % Vittorie | Piazz.     |
| Stagione            | Squadra             | Comp                | G          | V          | N          | P          | Comp            | G               | V               | N               | P               | Comp               | G                  | V                  | N                  | P                  | Comp        | G           | V           | N           | P           | G      | V      | N      | P      | %          | Piazz.     |
| ------------------- | ------------------- | ------------------- | ---------- | ---------- | ---------- | ---------- | --------------- | --------------- | --------------- | --------------- | --------------- | ------------------ | ------------------ | ------------------ | ------------------ | ------------------ | ----------- | ----------- | ----------- | ----------- | ----------- | ------ | ------ | ------ | ------ | ---------- | ---------- |
| 2007-2008           | BATĖ Borisov        | VL                  | 26         | 18         | 2          | 6          | KB              | 7               | 4               | 1               | 2               | UCL+CU             | 6+2                | 2+0                | 2+0                | 2+2                | -           | -           | -           | -           | -           | 41     | 24     | 5      | 12     | 58,54      | 1º         |
| 2008-2009           | BATĖ Borisov        | VL                  | 30         | 19         | 10         | 1          | KB              | 7               | 3               | 1               | 3               | UCL                | 12                 | 4                  | 5                  | 3                  | -           | -           | -           | -           | -           | 49     | 26     | 16     | 7      | 53,06      | 1º         |
| 2009-2010           | BATĖ Borisov        | VL                  | 26         | 19         | 5          | 2          | KB              | 8               | 7               | 0               | 1               | UCL+UEL            | 4+8                | 3+3                | 0+1                | 1+4                | -           | -           | -           | -           | -           | 46     | 32     | 6      | 8      | 69,57      | 1º         |
| 2010-2011           | BATĖ Borisov        | VL                  | 33         | 21         | 9          | 3          | KB              | 2               | 1               | 0               | 1               | UCL+UEL            | 4+10               | 2+5                | 1+4                | 1+2                | SB          | 1           | 0           | 1           | 0           | 50     | 29     | 14     | 7      | 58,00      | 1º         |
| 2011-2012           | BATĖ Borisov        | VL                  | 33         | 18         | 12         | 3          | KB              | 2               | 1               | 0               | 1               | UCL                | 12                 | 3                  | 5                  | 4                  | SB          | 1           | 1           | 0           | 0           | 48     | 23     | 17     | 8      | 47,92      | 1º         |
| 2012-2013           | BATĖ Borisov        | VL                  | 30         | 21         | 5          | 4          | KB              | 2               | 1               | 0               | 1               | UCL+UEL            | 12+2               | 5+0                | 3+0                | 4+1                | SB          | 1           | 0           | 0           | 1           | 47     | 27     | 9      | 11     | 57,45      | 1º         |
| giu.-ott. 2013      | BATĖ Borisov        | VL                  | 4          | 3          | 0          | 1          | KB              | 1               | 1               | 0               | 0               | UCL                | 2                  | 0                  | 0                  | 2                  | SB          | 1           | 1           | 0           | 0           | 8      | 5      | 0      | 3      | 62,50      | Dimiss.    |
| Totale BATĖ Borisov | Totale BATĖ Borisov | Totale BATĖ Borisov | 182        | 119        | 43         | 20         |                 | 29              | 18              | 2               | 9               |                    | 74                 | 27                 | 21                 | 26                 |             | 4           | 2           | 1           | 1           | 289    | 166    | 67     | 56     | 57,44      |            |
| ott. 2013-2014      | Kuban               | PL                  | 18         | 7          | 3          | 8          | KR              | 1               | 0               | 1               | 0               | UEL                | 4                  | 1                  | 3                  | 0                  | -           | -           | -           | -           |             | 23     | 8      | 7      | 8      | 34,78      | Suben., 8º |
| ago.-nov. 2014      | Kuban               | PL                  | 13         | 6          | 6          | 1          | KR              | 2               | 2               | 0               | 0               | -                  | -                  | -                  | -                  | -                  | -           | -           | -           | -           | -           | 15     | 8      | 6      | 1      | 53,33      | Dimiss.    |
| Totale Kuban        | Totale Kuban        | Totale Kuban        | 31         | 13         | 9          | 9          |                 | 3               | 2               | 1               | 0               |                    | 4                  | 1                  | 3                  | 0                  |             | -           | -           | -           | -           | 38     | 16     | 13     | 9      | 42,11      |            |
| giu.-set. 2015      | Ural                | PL                  | 7          | 1          | 3          | 3          | KR              | 1               | 0               | 1               | 0               | -                  | -                  | -                  | -                  | -                  | -           | -           | -           | -           | -           | 7      | 1      | 3      | 3      | 14,29      | Eson.      |
| dic. 2016-2017      | Ufa                 | PL                  | 17         | 7          | 4          | 6          | KR              | 2               | 0               | 2               | 0               | -                  | -                  | -                  | -                  | -                  | -           | -           | -           | -           | -           | 19     | 7      | 6      | 6      | 36,84      | Dimiss.    |
| giu.-dic. 2016      | CSKA Mosca          | PL                  | 13         | 9          | 3          | 1          | KR              | 0               | 0               | 0               | 0               | UCL                | 0                  | 0                  | 0                  | 0                  | SR          | 0           | 0           | 0           | 0           | 13     | 9      | 3      | 1      | 69,23      | Suben., 2º |
| 2017-2018           | CSKA Mosca          | PL                  | 30         | 17         | 7          | 6          | KR              | 1               | 0               | 0               | 1               | UCL+UEL            | 10+6               | 7+2                | 0+2                | 3+2                | -           | -           | -           | -           | -           | 47     | 26     | 9      | 12     | 55,32      | 2º         |
| 2018-2019           | CSKA Mosca          | PL                  | 18         | 8          | 6          | 4          | KR              | 1               | 0               | 1               | 0               | UCL                | 6                  | 2                  | 1                  | 3                  | SR          | 1           | 1           | 0           | 0           | 26     | 11     | 8      | 7      | 42,31      | in corso   |
| Totale CSKA Mosca   | Totale CSKA Mosca   | Totale CSKA Mosca   | 61         | 34         | 16         | 11         |                 | 2               | 0               | 1               | 1               |                    | 22                 | 11                 | 3                  | 8                  |             | 1           | 1           | 0           | 0           | 86     | 46     | 20     | 20     | 53,49      |            |
| Totale carriera     | Totale carriera     | Totale carriera     | 298        | 174        | 75         | 49         |                 | 37              | 20              | 7               | 10              |                    | 100                | 39                 | 27                 | 34                 |             | 5           | 3           | 1           | 1           | 440    | 236    | 110    | 94     | 53,64      |            |

## Palmarès

### Giocatore

#### Competizioni nazionali
- Campionato bielorusso: 2

BATE: 1999, 2002

### Allenatore

#### Competizioni nazionali
- Campionato bielorusso: 6

BATE: 2008, 2009, 2010, 2011, 2012, 2013
- Coppa di Bielorussia: 1

BATE: 2009-2010
- Supercoppa di Bielorussia: 3

BATE: 2010, 2011, 2013
- Supercoppa di Russia: 1

CSKA Mosca: 2018